# 英德睑虎
英德睑虎（学名：Goniurosaurus yingdeensis）一种发现于中国广东省英德市的爬行动物，隶属于睑虎科洞穴睑虎属。本种最早于2009年由摄影师郑声在英德市的石门台自然保护区拍摄到，后经中山大学的王英永团队研究确定为新物种。本种分布地域狭窄，且受到人类活动、盗猎贩卖的影响，已成为極危物種。